# Iglesia de San Pedro (Limpias)

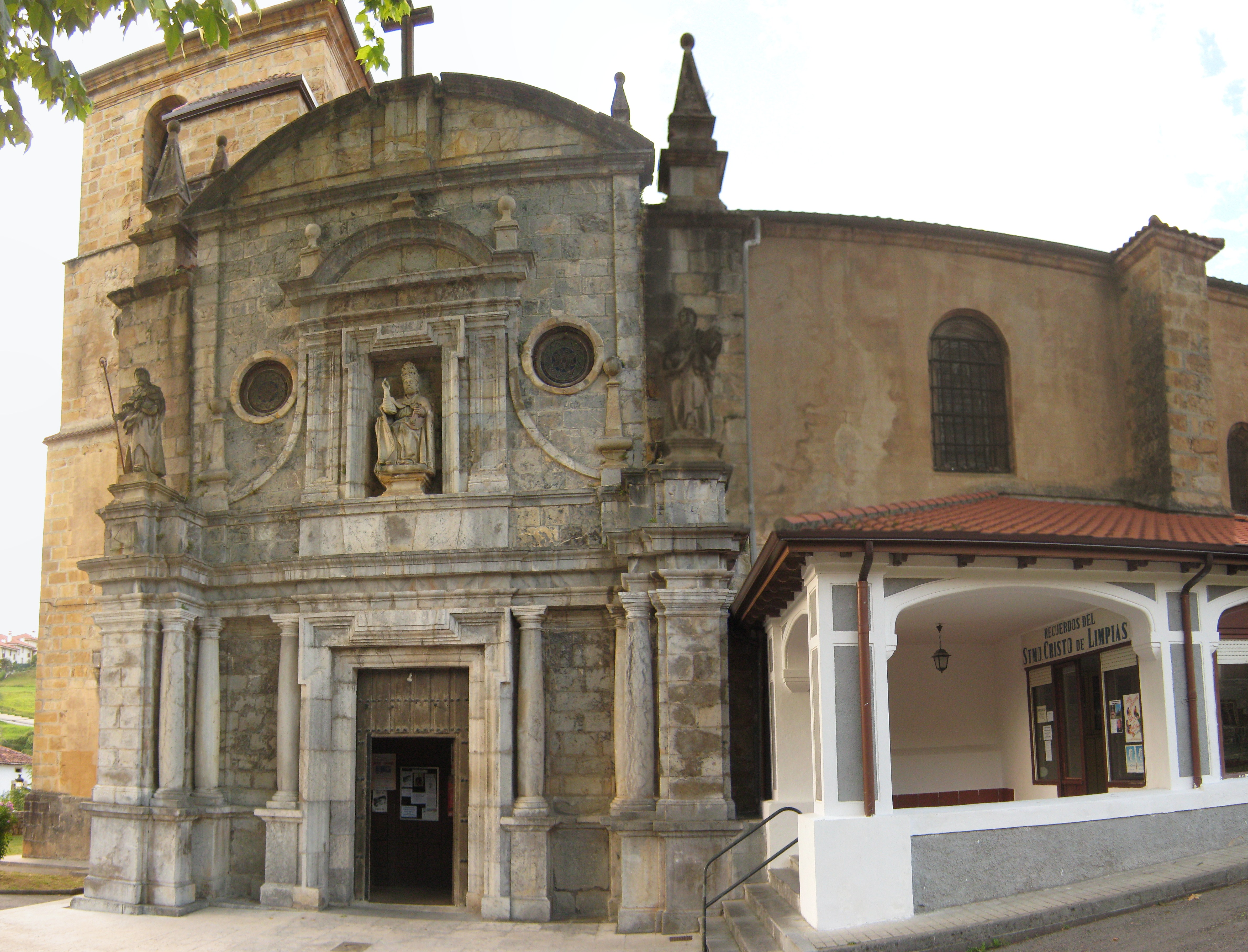
Vista de la fachada de la iglesia de San Pedro

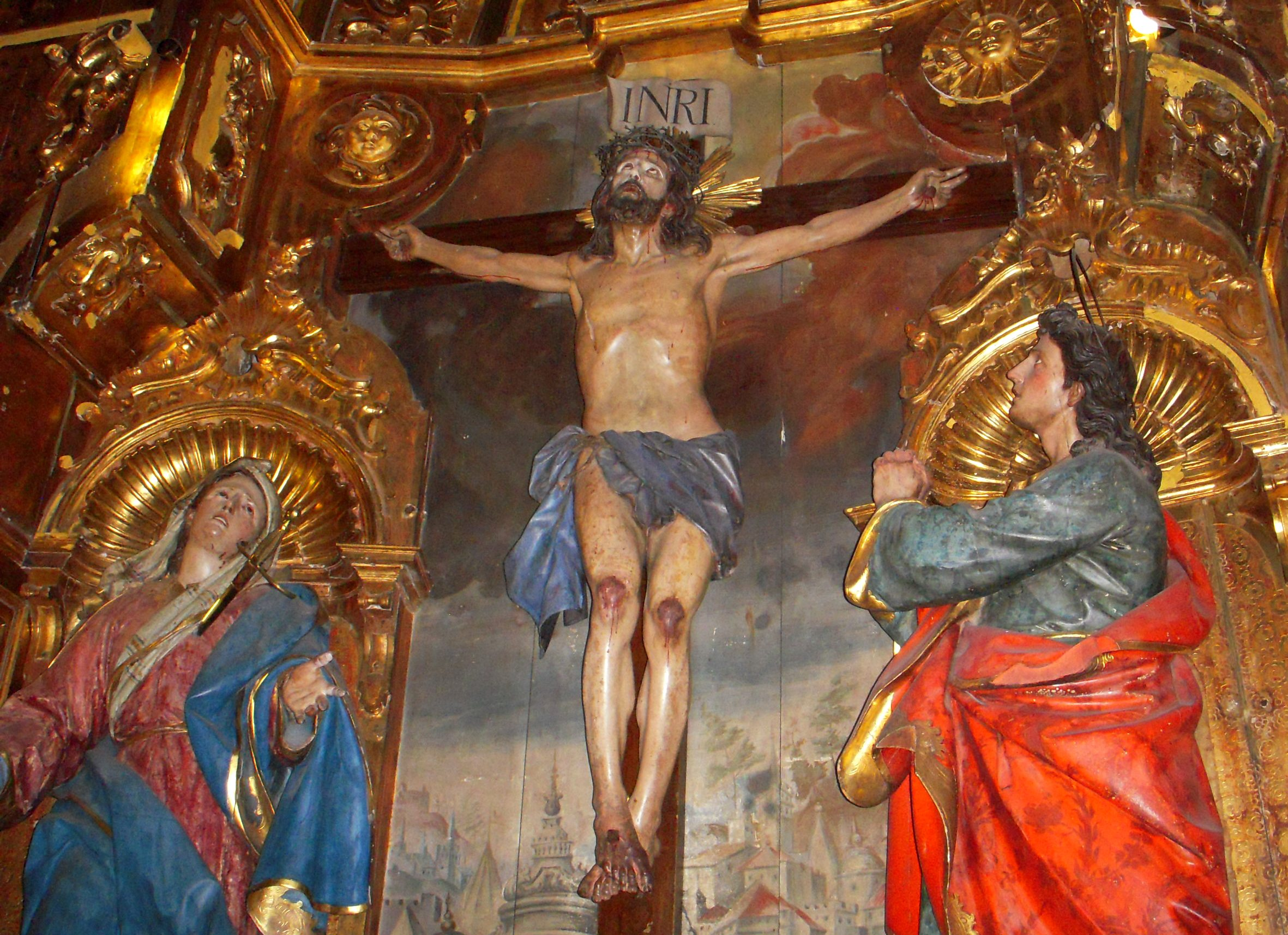
Cristo de Limpias

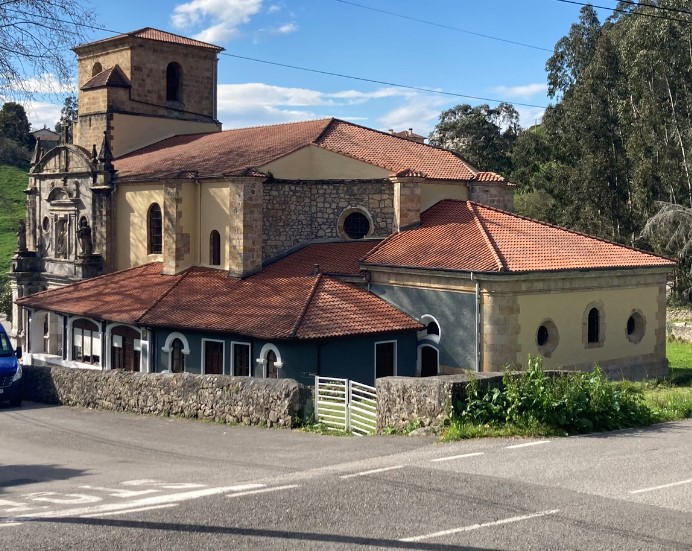
Imagen del Santuario del Santísimo Cristo de la Agonía

La iglesia de San Pedro Apóstol o santuario del Cristo de la Agonía, en Limpias (Cantabria, España), fue declarada bien de interés cultural en el año 1983. Se encuentra en el barrio de Rucoba de Limpias, al que se llega por una desviación de la carretera N-629, en el tramo entre Colindres y Ampuero. Se custodia en este templo una imagen del Santo Cristo de la Agonía o Cristo de Limpias, de gran veneración en Cantabria.

## Datación
La iglesia fue construida a principios del siglo XVII por el maestro Francisco de Hazas, en estilo gótico tardío y renacentista. Se le añadió una gran portada barroca en 1664. Muy posterior es el soportal adosado a la fachada.
Esta iglesia de San Pedro tiene en el hastial una torre con machones. Su rasgo más destacado es la gran fachada barroca construida en piedra arenisca de Limpias. Es obra de Diego Vélez de Palacio. Se divide en dos cuerpos por medio de una imposta. A los lados de la puerta hay dos columnas sobre basamento. En el cuerpo superior hay un frontón circular con pináculos piramidales a los lados. En esta parte superior se ve una escultura de San Pedro en una hornacina con dos óculos a los lados, y otros dos apóstoles en los extremos: Santiago y San Pablo.
El interior está dividido en tres naves, de igual altura, pero siendo la central más ancha que las laterales; están separadas por medio de pilares cilíndricos cubiertas por bóvedas de nervadura propias de la arquitectura gótica tardía. 
Entre los elementos decorativos del interior están una serie de retablos que van desde el siglo XVI al XVIII, siendo el retablo mayor de estilo rococó y fechado en 1777. En él se encuentra la imagen del Cristo de Limpias, talla en madera policromada que data del siglo XVIII, que aparece rodeado por las figuras de San Juan y La Dolorosa. Es una talla andaluza, posiblemente de Cádiz o Sevilla. A esta imagen se atribuyen popularmente diversos milagros desde el año 1919, lo que ha hecho de esta iglesia un punto de interés del turismo religioso.
Hay además, en las capillas laterales, una serie de estatuas destacadas: la del arcediano Fernando de Palacio, en alabastro; el sepulcro del general don Antonio Cirilo del Rivero, en mármol.